# Chloropseustes rubrotinctus
Chloropseustes rubrotinctus är en insektsart som beskrevs av Christiane Amédégnato och Marius Descamps 1978. Chloropseustes rubrotinctus ingår i släktet Chloropseustes och familjen gräshoppor. Inga underarter finns listade i Catalogue of Life.